# 1977 en Suisse
Chronologie de la Suisse
- 1973
- 1974
- 1975
- 1976
- 1977
- 1978
- 1979
- 1980
- 1981

Chronologie de la Suisse
1976 en Suisse - 1977 en Suisse - 1978 en Suisse

## Gouvernement1erjanvier 1977
- Conseil fédéral[1]:
  - Kurt Furgler PDC, président de la Confédération
  - Willi Ritschard PSS, vice-président de la Confédération
  - Rudolf Gnägi UDC
  - Pierre Graber PSS,
  - Ernst Brugger PRD
  - Hans Hürlimann PDC
  - Georges-André Chevallaz PRD

## Évènements

### Janvier
Lundi 3 janvier 
- Premier numéro de la Basler Zeitung, née de la fusion de la National-Zeitung et des Basler Nachrichten.

 Mardi 18 janvier 
- Décès, à Viège de l'écrivain allemand Carl Zuckmayer.

 Jeudi 27 janvier 
- Décès à Zurich, à l’âge de 82 ans, de l’écrivain Rudolf Humm.

 Samedi 29 janvier 
- Décès à Grange-Canal, dans la commune de Chêne-Bougeries (GE), à l’âge de 80 ans, de l’écrivain Léon Bopp.

 Dimanche 30 janvier 
- Election complémentaire à Zurich. Konrad Gisler (UDC) est élu au Conseil d’Etat lors du 1er tour de scrutin.
- Une flèche rouge heurte un train de marchandises à Schmitten (FR). La collision cause la mort d’une passagère et fait seize blessés.

### Février
Jeudi 3 février 
- Approbation du projet de Constitution du nouveau canton du Jura par l’Assemblée constituant en la collégiale de Saint-Ursanne.

 Samedi 26 février 
- Pour la cinquième fois de son histoire, le CP Berne devient champion de Suisse de hockey-sur-glace.

### Mars
Dimanche 6 mars 
- Elections cantonales en Valais. Franz Steiner (PDC) et Guy Genoud (PDC) sont élus au Conseil d’Etat lors du 1er tour de scrutin.

 Dimanche 13 mars 
- Votations fédérales. Le peuple rejette, par 1 182 820 non (70,5 %) contre 495 904 oui (29,5 %), l'initiative populaire « Quatrième initiative populaire contre l'emprise étrangère »
- Votations fédérales. Le peuple rejette, par 1 116 188 non (66,2 %) contre 568 867 oui (33,8 %), l'initiative populaire « pour une limitation du nombre annuel des naturalisations » (5e initiative contre l'emprise étrangère).
- Votations fédérales. Le peuple rejette, par 1 158 376 non (72,2 %) contre 351 127 oui (21,9 %), l'initiative populaire « contre la limitation du droit de vote lors de la conclusion de traités avec l'étranger », mais accepte le contre-projet par 978 999 oui (61,0 %) contre 502 825 non (31,3 %).
- Elections cantonales en Valais. Antoine Zufferey (PDC), Hans Wyer (PDC) et Arthur Bender (PRD) sont élus au Conseil d’Etat lors du 2e tour de scrutin. Bien qu’ayant obtenu près de 6000 voix de plus que M. Bender, Gabrielle Nanchen doit se retirer car la Constitution cantonale interdit l’élection de deux conseillers d’État domiciliés dans le même district.
- Elections cantonales en Argovie. Jörg Ursprung (UDC), Arthur Schmid (PSS), Kurt Lareida (PRD), Hans Jörg Huber (PDC) et Louis Lang (PSS) sont élus au Conseil d’Etat lors du 1er tour de scrutin.

 Lundi 14 mars 
- Un avion de la compagnie espagnole Iberia, avec 38 passagers à bord, atterrit à Zurich-Kloten après avoir été détourné de son vol Barcelone-Palma de Majorque. Le pirate de l'air sera maîtrisé et les occupants de l'appareil libérés.

 Dimanche 20 mars 
- Les citoyens et citoyennes du futur canton du Jura adoptent leur constitution.

### Avril
Vendredi 1er avril 
- Entrée en vigueur de l’obligation de s’assurer contre le chômage. Les cotisations sont retenues sur le salaire, employeurs et travailleurs contribuant d’un montant identique.

 Dimanche 3 avril 
- Élections cantonales à Neuchâtel. Jacques Béguin PPN, François Jeanneret (PLS) et André Brandt (PRD) sont élus au Conseil d’Etat lors du 1er tour de scrutin.

 Lundi 4 avril 
- Mise en service du nouveau billet de 500 francs à l’effigie du médecin et naturaliste Albrecht von Haller.

 Mercredi 6 avril 
- Élections cantonales à Neuchâtel. Rémy Schläppy (PSS) et René Meylan (PSS) sont élus tacitement au Conseil d’Etat.

 Jeudi 7 avril 
- Décès à Aire-la-Ville (GE), à l’âge de 94 ans, du peintre Hans Berger.

 Mardi 19 avril 
- Grève des typographes à Genève. Aucun journal à Genève ne paraît durant trois jours.

 Dimanche 24 avril 
- Le scandale de Chiasso] éclate à la succursale du Crédit suisse de Chiasso. Le directeur et deux sous-directeurs sont arrêtés pour gestion frauduleuse, une somme de 1,3 milliard de francs ayant été détournée.

### Mai
Lundi 2 mai 
- Elisabeth Blunschy-Steiner (PDC) est la première Suissesse à accéder à la présidence du Conseil national.

 Mercredi 4 mai 
- Unique représentation en Suisse du Living Theater à La Chaux-de-Fonds.

 Dimanche 8 mai 
- Elections cantonales à Soleure. Hans Erzer (PRD), Alfred Wyser (PRD), Alfred Rötheli (PDC), Rudolf Bachmann (PSS) et Gottfried Wyss (PSS) sont élus au Conseil d’Etat lors du 1er tour de scrutin.

 Lundi 9 mai 
- Réunion à Genève entre Jimmy Carter, président des États-Unis et Hafez el-Assad, président de la Syrie.

### Juin
Jeudi 1er juin 
- Décès à Genève, à l’âge de 91 ans, du compositeur Henri Gagnebin.

 Mercredi 8 juin 
- Signature des protocoles additionnels aux Conventions de Genève.

 Dimanche 12 juin 
- Votations fédérales. Le peuple rejette, par 1 117 044 non (59,5 %) contre 760 830 oui (40,5 %), l’arrêté fédéral réformant le régime de l'impôt sur le chiffre d'affaires et l'impôt fédéral direct.
- Votations fédérales. Le peuple approuve, par 1 133 652 oui (61,3 %) contre 715 072 non (38,7 %), l’arrêté fédéral concernant l'harmonisation fiscale.
- Election complémentaire à Schwytz. Heinrich Kistler (PSS) est élu au Conseil d’Etat lors du 1er tour de scrutin.

 Mardi 14 juin 
- Inauguration de la fontaine à Tinguely, sur l'esplanade du théâtre municipal de Bâle.

 Vendredi 17 juin 
- Reconnu coupable d’espionnage au profit de l’URSS Le brigadier Jean-Louis Jeanmaire est condamné à 18 ans de prison.

 Dimanche 19 juin 
- Election complémentaire au Tessin. M. Fulvio Caccia (PRD) est désigné par son parti pour siéger au Conseil d’Etat.

 Vendredi 24 juin 
- Le Belge Michel Pollentier remporte le Tour de Suisse cycliste

 Lundi 27 juin 
- Le Conseil fédéral reconnaît l’indépendance de Djibouti.

 Mardi 28 juin 
- Le FC Bâle s’adjuge, pour la septième fois de son histoire, le titre de champion de Suisse de football.

### Juillet
Samedi 2 juillet 
- Décès à Lausanne de l’écrivain Vladimir Nabokov.
- Durant tout le week-end, des opposants à l’énergie nucléaire bloquent les voies d’accès à la Centrale nucléaire de Gösgen.

 Vendredi 8 juillet 
- Première édition du meeting Athletissima, à Lausanne.

 Dimanche 10 juillet 
- Un déluge s’abat sur l’Emmental, provoquant le débordement de l’Emme et des inondations dans la vallée de l’Aar où routes et voies ferrées sont coupées.

 Lundi 18 juillet 
- Ouverture du nouveau Centre thermal d’Yverdon-les-Bains.

 Mardi 19 juillet 
- Découvertes d’irrégularités au département des travaux publics du canton du Valais. Elles ont été commises en faveur de l’entreprise de travaux publics Savro SA.

 Jeudi 21 juillet 
- Première édition en plein air du Paléo Festival Nyon.

 Vendredi 29 juillet 
- Ouverture d’un tronçon de 6 km sur l’autoroute A12, entre Riaz et Vaulruz.

 Samedi 30 juillet 
- Première de la Fête des vignerons à Vevey.

 Dimanche 31 juillet 
- Importantes inondations en Suisse centrale. La route du Gothard est coupée entre Erstfeld et Amsteg, celle du Klausen entre Bürglen et Spiringen. La ligne ferroviaire subit également une interruption du trafic

### Août
Dimanche 7 août 
- Décès à Lausanne, à l’âge de 72 ans, de l’ancien conseiller fédéral Paul Chaudet (PRD).

 Jeudi 18 août 
- Décès, à l’âge de 70 ans, du cabarettiste alémanique Alfred Rasser

 Mercredi 31 août 
- Décès à Genève, à l’âge de 78 ans, du juriste Paul Guggenheim.

### Septembre
Jeudi 1er septembre 
- Mise en vigueur des nouvelles cartes d’identité numérotées.

Mardi 2 septembre
- Le Tribunal fédéral annule l’obligation de porter une ceinture de sécurité pour abus de la délégation législative[2]. Cette décision provoque le passage en votation populaire de la modification de la LCR en 1980[3].

 Lundi 5 septembre 
- L’entreprise de chaussures Bally est rachetée par le groupe du financier Werner K. Rey.

 Mardi 6 septembre 
- Décès à Zell, à l’âge de 65 ans, du compositeur Paul Burkhard.

 Vendredi 16 septembre 
- Des sacs postaux contenant 3 à 4 millions de francs disparaissent à Sihlpost la poste de Zurich.

 Dimanche 18 septembre 
- Décès à Zurich, à l’âge de 88 ans, du mathématicien Paul Bernays.

 Vendredi 23 septembre 
- Visite officielle de Walter Scheel, président de la République fédérale d’Allemagne.

 Dimanche 25 septembre 
- Votations fédérales. Le peuple rejette, par 1 043 798 non (55,3 %) contre 796 825 oui (42,2 %), l'initiative populaire « pour une protection efficace des locataires » ainsi que le contre-projet par 944 806 non (50,1 %) contre 777 604 oui.
- Votations fédérales. Le peuple rejette, par 1 157 368 non (61,0 %) contre 740 842 oui (39,0 %), l'initiative populaire « contre la pollution atmosphérique causée par les véhicules à moteur ».
- Votations fédérales. Le peuple approuve, par 1 095 631 oui (57,8 %) contre 798 416 non (42,2 %), l’arrêté fédéral relevant le nombre de signatures requis pour le référendum.
- Votations fédérales. Le peuple approuve, par 1 068 157 oui (56,7 %) contre 815 488 non (43,3 %), l’arrêté fédéral relevant le nombre de signatures requis pour l'initiative constitutionnelle.
- Votations fédérales. Le peuple rejette, par 994 930 non (51,7 %) contre 929 325 oui (48,3 %), l'initiative populaire « Solution du délai pour l'avortement ».

 Jeudi 29 septembre 
- Les conseillers fédéraux Ernst Brugger (PRD) et Pierre Graber (PSS) annoncent leur démission.

 Vendredi 30 septembre 
- Décès à Zurich, à l’âge de 80 ans, du comédien Heinrich Gretler.

### Octobre
Lundi 3 octobre 
- Enlèvement de la petite Graziella Ortiz-Patino, âgée de 5 ans. L’enfant sera libérée après de versement d’une rançon et les ravisseurs arrêtés.

 Mardi 4 octobre 
- Ouverture des XXVIes Rencontres internationales de Genève consacrés au pouvoir.

 Jeudi 13 octobre 
- L'aspirant Rudolf Flueckiger, disparu lors d’une course de patrouille se déroulant à proximité de la caserne de Bure, est retrouvé mort sur territoire français.

 Jeudi 21 octobre 
- Débuts du Championnat du monde de lutte libre au Palais de Beaulieu à Lausanne.

 Lundi 24 octobre 
- Décès à Lausanne, à l’âge de 58 ans, du poète et homme de radio Richard-Edouard Bernard.

 Dimanche 30 octobre 
- Décès à Bondo (GR), à l’âge de 77 ans, du peintre Willy Guggenheim, connu sous le nom de Varlin.

### Novembre
Samedi 12 novembre 
- Un millier de personnes manifestent sur la Place fédérale à Berne contre le projet de Police fédérale de sécurité.

 Dimanche 13 novembre 
- Elections cantonales à Genève. André Chavanne (PSS), Willy Donzé (PSS), Guy Fontanet (PDC), Jacques Vernet (PLS), Robert Ducret (PRD), Pierre Wellhauser (PLS) et Alain Borner (PRD) sont élus au Conseil d’Etat lors du 1er tour de scrutin.

 Lundi 14 novembre 
- Décès à Zurich, à l’âge de 71 ans, du sculpteur Emilio Stanzani.

### Décembre
Jeudi 1er décembre 
- Premier numéro du Journal du Valais, quotidien lancé dans le but de concurrencer le Nouvelliste.

 Dimanche 4 décembre 
- Votations fédérales. Le peuple rejette, par 800 138 non (55,6 %) contre 637 994 oui (44,4 %), l'Initiative populaire « Impôt sur la richesse »
- Votations fédérales. Le peuple approuve, par 809 862 oui (59,4 %) contre 552 962 non (40,6 %), la loi fédérale sur les droits politiques.
- Votations fédérales. Le peuple rejette, par 885 868 non (62,4 %) contre 533 733 oui (37,6 %), l’arrêté fédéral sur l'introduction d'un service civil de remplacement.
- Votations fédérales. Le peuple approuve, par 869 266 oui (62,4 %) contre 523 125 non (37,6 %), la loi fédérale instituant des mesures propres à équilibrer les finances fédérales.

 Mercredi 7 décembre 
- Élection au Conseil fédéral de Pierre Aubert (PSS) et de Fritz Honegger (PRD).
- Inauguration d’un nouveau tronçon de 7,5 km sur l’autoroute A12, entre Berne et Thörishaus.

 Dimanche 18 décembre 
- Une Caravelle de la compagnie genevoise s’abime en mer lors d’un atterrissage à Funchal. 36 personnes perdent la vie dans cette catastrophe.

 Mardi 20 décembre 
- Fusillade à la douane de Fahy entre des douaniers suisses et des terroristes allemands de la Fraction armée rouge. Les deux agresseurs, Christian Möller et Gabriele Kröcher-Tiedemann, sont arrêtés peu après à Delémont.

 Vendredi 23 décembre 
- Décès à Berne, à l’âge de 86 ans, de l’ancien conseiller fédéral Philipp Etter (PDC).

 Dimanche 25 décembre 
- Décès à Vevey, à l’âge de 88 ans, de l’acteur et réalisateur Charlie Chaplin.